# Parasiccia
Parasiccia é um gênero de traça pertencente à família Arctiidae.